# تلين الرغامى والقصبات
تلين الرغامى والقصبات أو تلين القصبة والشعب الهوائية، هو حالة تتسم بليونة الدعم الغضروفي للرغامى (القصبة الهوائية) ما يؤدي إلى انخماصها. تؤثر تلك الحالة أيضًا على القصبات (الشعب الهوائية). ثمة شكلان من هذه الحالة النادرة: التلين الأولي والتلين الثانوي. التلين الأولي ولادي؛ أي يبدأ منذ الولادة. يحدث لأسباب وراثية بصورة أساسية. أما النوع الثانوي من تلين الرغامى والقصبات فمكتسب، ويبدأ عند البلوغ. يحدث النوع الثانوي بعد الحوادث أو الالتهابات المزمنة.
أُشير إلى احتمالية علاج تلك الحالة باستخدام الطباعة ثلاثية الأبعاد في 28 مايو عام 2013. أنقذ هذا العلاج حتى الآن 3 أطفال على الأقل.

## الأعراض والعلامات
قد يُصاب المريض بالحالة دون إظهار أعراض مبدئيًا، ولا يشعر بعض المرضى بالأعراض على الإطلاق. تشمل الأعراض في تلين الرغامى والقصبات المترقي ما يلي:
- ضيق النفس
- السعال
- تراكم المخاط
- صفير (وزيز) عند التنفس
- صعوبة التنفس
- ازرقاق الجلد حول الأنف والفم[4]
- سعال مزمن[5]

قد تسوء الأعراض عند التوتر، أو المرض، أو الاستلقاء، أو السعال القسري.

## التشخيص
يُجرى التشخيص طبقًا لشدة الأعراض. تُجرى اختبارات وظائف الرئة مبدئيًا. تشمل تلك الاختبارات قياس قدرة الرئة على الشهيق والزفير، وجريان الأكسجين وثنائي أكسيد الكربون بين الجسم والبيئة. سيُطلب مسح بالأشعة المقطعية أو من خلال تنظير القصبات. ستظهر نتائج المسح والتنظير طبيعة الحالة النادرة. تكون حالة تلين الرغامى والقصبات طفيفة إذا استطاعت رغامى المريض تكثيف 50% من المساحة الطبيعية أثناء الزفير. بينما في الحالات المتوسطة، تكون النسبة 25% فقط من مساحة الرغامى الطبيعية، وفي الحالات الشديدة، يتلامس جدارا الرغامى مع بعضهما.

## العلاج
يجب تحديد النوع الفرعي (أولي أو ثانوي) من حالة تلين الرغامى والقصبات لعلاجه علاجًا ملائمًا. يجري البحث عن السبب بعد تحديد النوع، سواء كان جينيًا، أو حادثًا رضيًا، أو مرضًا مزمنًا بالرغامى. إذا كان السبب حالة رضية للرغامى أو مرضًا مزمنًا بها، فستكون الخطوات الأولى للعلاج إصلاح الأنسجة. إذا كان السبب جينيًا أو مشاكل سابقة لا يمكن إصلاحها، فربما تُتاح أنواع أخرى من العلاج. تشمل العلاجات الشديدة دعامات السيليكون لمنع انخماص الرغامى، أو الجراحة لتقوية الجدران أو إعادة بنائها، أو الضغط الهوائي الإيجابي المستمر، الذي يتضمن جهازًا يضخ كميات من الهواء في الرغامى لإبقائها مفتوحة (في الليل بصورة أساسية)، أو ثقب القصبة الهوائية (فغر الرغامى)، أي وضع أنبوب في رقبة المريض جراحيًا يصل إلى الرغامى للمساعدة على التنفس. لا يحتاج المصابون بتلين الرغامى والقصبات دون الأعراض إلى العلاج، ويظلون بلا تشخيص في أغلب الحالات.